# Push the Button (album)
Push the Button is het vijfde album van het Britse electronicaduo The Chemical Brothers. Het album kwam op 23 januari 2005 uit. Onder andere rapper Q-Tip, Kele Okereke van Bloc Party en The Magic Numbers zijn als gastartiesten te horen op het album. Het album werd goud gecertificeerd door de BPI op 28 januari 2005.

## Nummers
Alle muziek en teksten zijn geschreven door Tom Rowlands en Ed Simons, tenzij anders aangegeven. 
| 1.                 | Galvanize (Rowlands, Simons en Kamal Fareed. Met Q-Tip)                     | 6:33 |
| 2.                 | The Boxer (Rowlands, Simons en/met Tim Burgess)                             | 4:08 |
| 3.                 | Believe (met Kele Okereke)                                                  | 7:01 |
| 4.                 | Hold Tight London (met Anna-Lynne Williams)                                 | 6:00 |
| 5.                 | Come Inside                                                                 | 4:47 |
| 6.                 | The Big Jump                                                                | 4:43 |
| 7.                 | Left Right (Rowlands, Simons en/met Anwar Superstar)                        | 4:14 |
| 8.                 | Close Your Eyes (Rowlands, Simons, Romeo Stodart van/met The Magic Numbers) | 6:13 |
| 9.                 | Shake Break Bounce                                                          | 3:44 |
| 10.                | Marvo Ging                                                                  | 5:28 |
| 11.                | Surface to Air                                                              | 7:23 |
| Totale duur: 60:18 |                                                                             |      |

## Bezetting
- Tom Rowlands - Diskjockey
- Ed Simons - Diskjockey

## Album Top100
| "Push the Button" in de Nederlandse Album Top 100 - binnen: 29-01-2005 | "Push the Button" in de Nederlandse Album Top 100 - binnen: 29-01-2005 | "Push the Button" in de Nederlandse Album Top 100 - binnen: 29-01-2005 | "Push the Button" in de Nederlandse Album Top 100 - binnen: 29-01-2005 | "Push the Button" in de Nederlandse Album Top 100 - binnen: 29-01-2005 | "Push the Button" in de Nederlandse Album Top 100 - binnen: 29-01-2005 | "Push the Button" in de Nederlandse Album Top 100 - binnen: 29-01-2005 | "Push the Button" in de Nederlandse Album Top 100 - binnen: 29-01-2005 | "Push the Button" in de Nederlandse Album Top 100 - binnen: 29-01-2005 | "Push the Button" in de Nederlandse Album Top 100 - binnen: 29-01-2005 | "Push the Button" in de Nederlandse Album Top 100 - binnen: 29-01-2005 | "Push the Button" in de Nederlandse Album Top 100 - binnen: 29-01-2005 | "Push the Button" in de Nederlandse Album Top 100 - binnen: 29-01-2005 | "Push the Button" in de Nederlandse Album Top 100 - binnen: 29-01-2005 |
| Week                                                                   | 1                                                                      | 2                                                                      | 3                                                                      | 4                                                                      | 5                                                                      | 6                                                                      | 7                                                                      | 8                                                                      | 9                                                                      | 10                                                                     | 11                                                                     | 12                                                                     | 13                                                                     |
| ---------------------------------------------------------------------- | ---------------------------------------------------------------------- | ---------------------------------------------------------------------- | ---------------------------------------------------------------------- | ---------------------------------------------------------------------- | ---------------------------------------------------------------------- | ---------------------------------------------------------------------- | ---------------------------------------------------------------------- | ---------------------------------------------------------------------- | ---------------------------------------------------------------------- | ---------------------------------------------------------------------- | ---------------------------------------------------------------------- | ---------------------------------------------------------------------- | ---------------------------------------------------------------------- |
| Nummer                                                                 | 7                                                                      | 11                                                                     | 15                                                                     | 23                                                                     | 31                                                                     | 30                                                                     | 41                                                                     | 48                                                                     | 55                                                                     | 59                                                                     | 68                                                                     | 62                                                                     | 80                                                                     |